# ماري كانون
ماري كانون (بالإنجليزية: Mary Cannon)‏ هي طبيبة نفسية أيرلندية، ولدت في 2 يونيو 1965.

## التعليم
درست كانون الطب خلال المرحلة الجامعية في كلية جامعة دبلن. تدربت كطبيبة نفسية مع إيدبارد أوكلاغلان في مستشفى القديس جون في دبلن، فازت بعدها بزمالة التدريب المتقدم من صندوق ويلكم للدراسة مع روبن موراي في معهد لندن للطب النفسي.v
أشادت كانون بوالدتها المعلمة ومديرة المدرسة كمصدر إلهام محتمل، إذ قالت كانون: «تستطيع أمي التنبؤ بحالة الأطفال؛ أي منهم سيواجه صعوبات وأي منهم سيمضي في حياته بسهولة، اعتبرت ذلك أمرًا مثيرًا كما لو زُرعت بذور التقييم النفسي فيّ منذ نعومة أظفاري».

## المسيرة المهنية
كانون بروفيسور مساعد في الطب النفسي في كلية الجراحين الملكية في إيرلندا بالإضافة لكونها مستشارة نفسية في مستشفى بيرمونت في دبلن.
تبحث كانون في العوامل الخطرة للذهان والأمراض العقلية الأخرى عند اليافعين. قدمت هي وفريقها البحثي اكتشافات مهمة عن ارتباط الأحداث الصادمة في مرحلة الطفولة المبكرة والعنف الأبوي والتنمر في الطفولة بالأمراض النفسية مثل انفصام الشخصية عند البالغين. تدرس كانون الصحة العقلية للفئة الشابة في إيرلندا. جذب اكتشاف مجموعتها، أن خُمس الإيرلنديين بعمر 11 إلى 13 سنة اختبروا تجربة الهلوسات السمعية، انتباهًا إعلاميًا كبيرًا. أعربت عن أملها في ان يخفف اكتشافها وصمة العار المرتبطة بالهلوسات السمعية، وأن يزيل الحد الذي يفصل الخدمات النفسية والأبحاث بين اليافعين والبالغين.

## الاعتراف بفضلها
كانت كانون عام 2014 المرأة الوحيدة بين أحد عشر باحثًا إيرلنديًا سُمّوا في تقرير وكالة رويترز لأكثر العقول العلمية تأثيرًا في العالم. يُكرم التقرير العلماء الثلاثة آلاف الأكثر استشهادًا بأعمالهم.
فازت بجائزة الأطباء من الأكاديمية الملكية للطب في إيرلندا في الطب النفسي وبزمالة اللجنة البريطانية للأبحاث الصحية التي تقدم جائزة الطبيب السريري. 